# Charles Péguy
Charles Péguy (Orléans, 7. siječnja 1873. – blizina Villeroya, 5. rujna 1914.) bio je francuski pjesnik, esejist i književni urednik. Na njegova djela najviše su utjecale filozofije socijalizma i nacionalizma, a od obraćenja na katoličanstvo 1908. godine katolička vjera. Smatra se najistaknutijim religioznim pjesnikom francuske književnosti 20. stoljeća. U njegovu političko-književnu dvotjedniku Cahiers de la Quinzaine objavljivali su, uz katoličke intelektualce, i Anatole France, Henri Bergson i Romain Rolland.

## Život
Rođen je u Orléansu, u siromašnoj seljačkoj obitelji. Završetkom liceja Lycée Lakanal u Sceauxu (u predgrađu Pariza), dobio je stipendiju za École normale supérieure u Parizu, na kojoj je pohađao predavanja Henrija Bergsona i Romaina Rollanda. Oženio se 1897. za Charlotte-Françoise Baudoin, s kojom je imao kćer i trojicu sinova, jednoga rođena nakon njegove smrti. 1895. pridružio se francuskoj Socijalističkoj partiji, koju je isprva i podupirao u svomu književnu listu Cahiers de la Quinzaine, koji je pokrenuo 1900. i uređivao do smrti.
Po izbijanju Prvoga svjetskog rata, stupio je kao dragovoljac u francusku vojsku, u kojoj je postao poručnik 19. voda 276. pješačke regimente. Poginuo je u borbi u blizini Villeroya, pogođen metkom u čelo, dan prije početka prve bitke na Marni. Danas blizu mjesta njegove pogibije stoji spomenik u njegovu čast.